# Franz Loeschnak

Franz Loeschnak (* 4 de marzo de 1940 en Viena) es un jurista y político austriaco del Partido Socialdemócrata de Austria. Desde 1987 hasta 1989 trabajo como Secretario de Salud en el gobierno federal. Entre 1989 y 1995 era el patrón del Federal Ministry for the Interior (Austria)  (ministerio federal interior).

## Vida y Obra
Después de finalizar la secundaria en 1958, Loeschnak empezó a estudiar derecho en la Universidad de Viena. Dónde obtuvo su título de LLD.
Desde 1959 hasta 1977, trabajo para la ciudad Vienna. En 1989 Loeschnak se afilió al Partido Socialdemócrata de Austria como vicepresidente.  Como representante de este partido también ingresó al Parlamento.

### Servicio Austriaco de la Memoria
Después que Andreas Maislinger desarrolló la idea para el Servicio Austriaco de la Memoria, Loeschnak formó su base legal.
En el 1 de septiembre de 1992 el primer servant del Servicio Austriaco de la Memoria empezó su servicio en el Museo estatal Auschwitz-Birkenau.

## Premios
- "Decoration of Honour for Services to the Republic of Austria" (condecoración de honor por sus servicios a la República de Austria.)
- "Order of Leopold II" (la Orden de Leopoldo II)

- Datos: Q84850